# Грейнола (Оклахома)
Грейнола (англ. Grainola) — місто (англ. town) в США, в окрузі Осадж штату Оклахома. Населення — 31 осіб (2010).

## Географія
Грейнола розташована за координатами 36°56′17″ пн. ш. 96°38′56″ зх. д. / 36.93806° пн. ш. 96.64889° зх. д. (36.937938, -96.648791).  За даними Бюро перепису населення США в 2010 році місто мало площу 0,62 км², уся площа — суходіл.

## Демографія
Згідно з переписом 2010 року, у місті мешкала 31 особа в 14 домогосподарствах у складі 10 родин. Густота населення становила 50 осіб/км².  Було 22 помешкання (35/км²).
Расовий склад населення:
| - 71,0 % — білих - 25,8 % — корінних американців |

До двох чи більше рас належало 3,2 %. Частка іспаномовних становила 0,0 % від усіх жителів.
За віковим діапазоном населення розподілялося таким чином: 19,4 % — особи молодші 18 років, 48,3 % — особи у віці 18—64 років, 32,3 % — особи у віці 65 років та старші. Медіана віку мешканця становила 41,5 року. На 100 осіб жіночої статі у місті припадало 82,4 чоловіків;  на 100 жінок у віці від 18 років та старших — 92,3 чоловіків також старших 18 років.
Цивільне працевлаштоване населення становило 6 осіб. Основні галузі зайнятості: сільське господарство, лісництво, риболовля — 50,0 %, виробництво — 33,3 %, освіта, охорона здоров'я та соціальна допомога — 16,7 %.